# Salmo Maçom
Salmo da Fraternidade ou Salmo da Concórdia ou Salmo Maçônico, refere-se ao Salmo 133 no contexto da Maçonaria, no qual David enaltece a fraternidade citando Aarão no contexto dos montes Sião e Hermon.
A leitura do Salmo 133 já era adotada desde 1128 pelos Cavaleiros Templários nas suas cerimônias de iniciações , cito: E o irmão capelão deve recitar o salmo que diz. Eis,como é bom, como é bom, como é delicioso, viverem os irmãos em boa união. 
Numa loja maçônica, a abertura do Livro Sagrado (para os países de predominância católica e protestante, a Bíblia, mas em outros credos podendo ser o Livro dos Mortos, o Vedas, o Torah ou o Alcorão) marca o início real dos trabalhos, e é considerada liturgia de grande importância, porquanto simboliza a presença efetiva da palavra do GADU.
Segundo A Trolha, o uso do Livro da Lei foi estabelecido em 1717, por intermédio da Grande Loja da Inglaterra, apesar de haver referência ao seu uso a partir de 1670.

Castelani afirma que a leitura do salmo foi usada pela primeira vez, em meados do século XVIII, por algumas Lojas do Yorkshire, na Inglaterra, quando ainda nem havia um rito plenamente organizado. Em pouco tempo, esse hábito foi abandonado e, já a partir da adoção do rito Inglês de Emulation,(que indevidamente fala-se em "de York") abria-se a Bíblia em qualquer lugar, sem leitura de versículos. Todavia, esse hábito foi retomado por algumas Grandes Lojas norte-americanas, principalmente a de Nova York. Nos EUA, no simbolismo, só se pratica o rito de York, pois o REAA só é praticado nos Altos Graus. Da Grande Loja de Nova York, por cópia, o salmo foi introduzido no Brasil e em algumas outras Obediências da América do Sul, no REAA. Neste, na verdade, tradicionalmente se abre o Livro em João e são lidos os versículos 1 a 5 do capítulo 1. 

A abertura do Livro Sagrado não necessariamente se dá no Salmo 133. O Grande Oriente Paulista, no grau de Aprendiz, inicia os trabalhos lendo João, 1.1 a 5  Algumas lojas dos Estados Unidos e da Inglaterra iniciam com o Livro de Rute, IV.

## Ligações internas
- Bíblia
- Maçonaria